# Hexogén
A hexogén (más néven ciklonit vagy RDX) robbanó nitramin, amelyet széles körben használnak az iparban és a hadászatban. Tiszta állapotban fehér, kristályos anyag. Stabil, könnyen tárolható, ugyanakkor egyike a legbrizánsabb robbanóanyagoknak. Önmagában ritkábban használják, többnyire robbanóanyag-keverékekben illetve gyutacsokban mint szekunder töltet szerepel. Ilyen keverék például a Hexotol (TNT-vel), a Torpex (TNT-vel és alumíniumporral), a Semtex (plasztifikáló anyagokkal és színezékekkel) valamint a Composition 4 vagy közismertebb nevén C4 (plasztifikáló anyagokkal). Emellett hexogén alapú a nukleáris fegyverek primer (kémiai) robbanótöltete is.

## Tulajdonságai
Detonáció sebessége a használatban lévő robbanóanyagok között az egyik legnagyobb: 8750 m/s (1,76 g/cm³ sűrűség esetén). Legegyszerűbben hexametilén-tetraminból állítható elő min. 90 m/m%-os salétromsavval:
(CH2)6N4 + 4 HNO3 = (CH2-N-NO2)3 + 3 HCHO + NH4NO3
(90 m/m%-osnál hígabb salétromsav elbontja a hexametilén-tetramint és nem képez belőle hexogént.)
A reakcióelegyből vizes higítással csapható ki a termék, amely egy heterociklusos vegyület. Kémiai neve: 1,3,5-trinitro-1,3,5-triaza-ciklohexán. Szobahőmérsékleten nagyon stabil. Viszonylag érzéketlen, azaz meggyújtva erős fény kíséretében elég, de nem robban. Felrobbantani gyutacs segítségével lehet. Ebből a szempontból érzéketlenebb, mint a nitropenta (PETN), amit szintén gyakran alkalmaznak gyutacsokban szekunder töltetként.

## Története
A hexogént elsőként az 1890-es években állították elő. Ekkor egy német kutató, (Hans Henning) még gyógyászati célokra szánta. Robbanó tulajdonsága egészen az 1920-as évekig ismeretlen volt. A második világháború alatt gyártásának volumene nagyságrendekkel nőtt, mivel katonai célú alkalmazása egyre szélesebb körben terjedt el. Mind a tengelyhatalmak, mind pedig a szövetségesek jelentős összegeket költöttek a hexogén gyártására és annak fejlesztésére.

## Külső hivatkozások
- Robbanóanyagok világa, 1. rész (PDF)
- Robbanóanyagok világa, 2. rész (PDF)[halott link]
- Robbanóanyagok világa, 3. rész (PDF)